# Kalinka
Kalinka, rus: Калинка, és una cançó russa escrita el 1860 pel compositor i folklorista Ivan Lariónov i estrenada a Saràtov com a part d'un espectacle teatral que havia compost. Aviat es va afegir al repertori d'un grup de folk coral.
La tornada de la cançó es refereix a l'aliguer. Té un ritme ràpid i la lletres de la cançó és alegre.